# Tortilla y cinema
Pour plus de détails, voir Fiche technique et Distribution.
Tortilla y cinema est un film franco-espagnol réalisé par Martin Provost, sorti en 1997.

## Synopsis
Un jeune metteur en scène fait face à de nombreuses difficultés pour son premier long métrage.

## Fiche technique
- Titre : Tortilla y cinema
- Réalisateur : Martin Provost
- Scénario : Martin Provost
- Musique : Bruno Bertoli
- Producteurs : Yannick Bernard, Karim Canama, Chantal Perrin, Ramón Pilacés
- Sociétés de production : Canal+, Cinesinema, Odessa Films
- Directeur de la photographie : Éric Guichard
- Monteur : Monica Coleman
- Durée : 90 minutes
- Genre : Comédie
- Date de sortie :
  -  France 30 avril 1997

## Distribution
- Carmen Maura
- Marc Duret
- Michel Aumont
- Marina Tomé
- Martine Guillaud
- Marianne Groves
- Mouss Diouf
- José Otero
- Mathieu Simonet
- Patrick Mercado
- Jezabelle Amato
- Gérald Calderon
- Jacques Bonnaffé
- Olivier Soler
- Nicky Naudé